# Valutering
Valutering wordt door financiële instellingen gebruikt om een rentedatum aan een transactie toe te kennen, waarbij de valutadatum (rentedatum) verschilt van de boekingsdatum.
Valutering speelt een rol bij de afrekening van beleggingstransacties, bij boekingen van hypotheken en andere leningen en bij buitenlandbetalingen, met name die van en naar verre buitenlanden.

## Boekings- en valutadata
Er bestaat een verschil tussen de boekingsdatum en de valutadatum van een betaling of een bijschrijving. De boekingsdatum is de datum waarop de transactie verwerkt wordt door de bank - dit is altijd een werkdag. De eigenaar kan beschikken over de liquiditeiten tot de boekingsdatum. De valuteringsdatum is voor betalingen de dag dat deze niet meer rentedragend is; voor ontvangsten geldt dat dit de dag is dat deze rentedragend wordt.

## Banken
Banken hebben maar een beperkte vrijheid in het kiezen van valuteringsregels. In Nederlandse mainstream media wordt doorgaans gesteld dat ze valutering hanteren als volgt: 
- bij een debetboeking is de valutadatum de verwerkingsdatum minus een dag,
- bij een creditboeking is de valutadatum de verwerkingsdatum plus een dag.

Dit betekent dat de bank bij een betaling twee dagen rente neemt: een dag van degene die betaalt en een dag van degene die het bedrag ontvangt. Bij een overboeking op maandag beloopt dit zelfs drie dagen: de zondag wordt niet gezien als valutadag en de bank neemt dan als valutadag de zaterdag.

## Verbod
Met de komst van de Europese Richtlijn betalingsdiensten in 2009 is valutering op eenvoudig betalingsverkeer niet meer toegestaan. Deze richtlijn is in het najaar van 2007 in werking getreden en was per 1 november 2009 in nationale wetgeving omgezet.